# Aulacogenia
Aulacogenia is een geslacht van wantsen uit de familie van de Reduviidae (Roofwantsen). Het geslacht werd voor het eerst wetenschappelijk beschreven door Carl Stål in 1870.

## Soorten
Het genus bevat de volgende soorten:

- Aulacogenia acutangula Stål, 1870
- Aulacogenia borneensis Miller, 1954
- Aulacogenia cheesmanae Miller, 1954
- Aulacogenia corniculata Stål, 1870
- Aulacogenia darjeelingensis Mukherjee, Cai & Saha, 2015
- Aulacogenia dentata Zhao & Cai in Zhao et al., 2005
- Aulacogenia dilatata Cai & Tomokuni in Zhao et al., 2005
- Aulacogenia dilatata Cai & Tomokuni, 2005
- Aulacogenia errabunda (Distant, 1903)
- Aulacogenia exannulata Bergroth, 1913
- Aulacogenia indica Miller, 1954
- Aulacogenia jitrana Miller, 1940
- Aulacogenia ladelli Miller, 1954
- Aulacogenia papilla Zhao & Cai in Zhao et al., 2005
- Aulacogenia patalungae Miller, 1940
- Aulacogenia salvazana Miller, 1954
- Aulacogenia sarawakensis Miller, 1940
- Aulacogenia sordida Miller, 1954
- Aulacogenia striata Miller, 1954
- Aulacogenia umbrosa Miller, 1954
- Aulacogenia vicina Miller, 1940
- Aulacogenia zhangi H.H. Wang, Cai & Q. Li, 2008